# تا غش کنم
«تا غش کنم» (به انگلیسی: 'Till I Collapse) تک‌آهنگی از هنرمند اهل ایالات متحده آمریکا امینم، نیت داگ است. این تک‌آهنگ در آلبوم نمایش امینم قرار داشت؛ که این آلبوم ۱۸ ترکی برنده جایزه گرمی در سال ۲۰۰۲ نیز هست.
امینم در این آهنگ از صبر و برداری‌اش می‌گوید در حالی که یکی از موفق‌ترین و محبوب‌ترین کارهای امینم است اما هیچ وقت ویدئو کلیپی برای آن ساخته نشده است.